# Philipp Peter Crößmann
Philipp Peter Crößmann (* 27. Februar 1793 in Pfungstadt; † 16. November 1852 in Darmstadt) war ein deutscher evangelischer Theologe.

## Leben
Philipp Peter wurde als Sohn des gleichnamigen Chirurgen und dessen am 7. Mai 1789 geheirateter Frau Maria Margaretha Eck geboren. Crößmann hatte ab 1804 die Schule und zuletzt das Gymnasium in Darmstadt besucht. Sich dem Studium der Theologie widmend, bezog er 1812 die Universität Gießen, wo er die Vorlesungen von Johann Ernst Christian Schmidt, Karl Christian Palmer, Christian Gottlieb Kühnöl und Ludwig Adam Dieffenbach besuchte. Nachdem er 1817 seine theologischen Examen absolviert hatte, übernahm er 1815 eine Hauslehrerstelle in Darmstadt. Am 24. August 1819 erhielt er eine Pfarrer- und Lehrerstelle in Groß-Umstadt und wechselte am 28. März 1822 als Pfarrer nach Groß-Zimmern. Am 24. April 1830 übernahm er eine ordentliche Professur der Ethik und Theologie an der Universität Gießen und promovierte daraufhin am 14. Dezember 1830 zum Doktor der Theologie. Am 7. März 1837 wurde er erster Pfarrer und Direktor des neu errichteten Predigerseminars im hessischen Friedberg, welche Aufgabe er bis zu seiner Emeritierung am 21. Oktober 1848 ausübte. Seine letzte Lebenszeit verbrachte er in Darmstadt, wo er verstarb.

## Familie
Crößmann war dreimal verheiratet. Seine erste Ehe schloss er am 16. Oktober 1819 in Darmstadt mit Henriette Karoline Friederike Lotheisen (* 28. Dezember 1798 in Eichelsachsen; † 19. Januar 1828 in Groß-Zimmern bei Darmstadt), der Tochter des Forstrats Jakob Martin Lotheißen (* 9. Juli 1755 in Kassel; † 12. Mai 1837 in Darmstadt) und dessen 1792 geheirateter Frau Dorothea Charlotte Reuling (* 26. April 1768 in Darmstadt; † 7. Januar 1838 ebenda). Seine zweite Ehe ging er am 5. Mai 1830 mit Auguste Therese Luise Friederike Frey ein (* 22. Dezember 1802 in Groß-Bieberau; † 1. September 1834 in Gießen), der Tochter des Pfarrers von Groß-Bieberau Georg Andreas Frey (* 24. Juni 1757 in Darmstadt; † 19. Dezember 1829 in Groß-Bieberau) und der Charlotte Reuling. Seine dritte Ehe absolvierte er mit Friederike Roller (* 22. Juni 1812 in Otterberg/Pfalz; † 24. April 1887 in Darmstadt), Tochter des Direktors der Taubstummenanstalt in Friedberg Georg Jakob Roller (* 4. März 1774 in Wildberg/Württemberg; † 27. Februar 1857 in Friedberg (Hessen)) und der Friederike Wiegand (* Otterberg). Aus den Ehen stammen Kinder. Von diesen kennt man:
1. Tochter Marie Henriette Charlotte Crößmann (* 26. Juli 1820 in Darmstadt; † 2. August 1896 in Wiesbaden)
2. Tochter Sybille Luise Emilie Crößmann (* 28. März 1822 Umstadt; † 19. Januar 1903 in Wiesbaden), ⚭ 4. August 1846 mit dem Pfarrer in Mainz Ludwig Friedrich Bauer (* 29. Juli 1820 in Beerfelden; † 19. September 1874 in Neustadt am Odenwald)
3. Tochter Catharina Charlotte Sophie Crößmann (* 29. März 1824; † 18. Juli 1825 in Groß-Zimmern)
4. Sohn Friedrich Heinrich Martin Crößmann (* 6. März 1826 in Groß-Zimmern; † 30. Januar 1879 in Mainz), 1847 Student Uni. Gießen, 1851 Dr. phil. ebenda, Lehrer in Darmstadt, Lehrer in Frankfurt am Main, 1860 bis 1871 Direktor an der Ritter- und Domschule in Reval,
5. Tochter Henriette Margaret Emilie Crößmann (* 19. Januar 1828 in Groß-Zimmern; † 18. März 1886 in Gießen), ⚭ 5. September 1885 mit dem Provinzialdirektor der Provinz Oberhessen in Gießen Dr. jur. Karl Ernst Böckmann (* 9. März 1826 in Heppenheim; † 2. Juni 1905 in Capri),
6. Tochter Ottilie Crößmann, (* 1831; † 16. Januar 1832 in Gießen)
7. Sohn Adolf Crößmann (* 29. Januar 1833 in Gießen; † 17. Juni 1870 in Wachenheim), Apotheker, ⚭ mit Emmeline Ritter

## Werke (Auswahl)
- Paulus und Luther. Predigt am Reformationsfest 1817 in der Stadtkirche zu Darmstadt gehalten. Darmstadt, 1817,
- Paulus und Luther. Ein Gruß an seine evangelischen Brüder zum Gedenkfeste an das Reformationswerk durch Luther, von einem Freien. Darmstadt, 1824, (Digitalisat)
- Einige Bemerkungen über die Stellung und Aufgabe des praktisch-theologischen Seminars für die evangelische Kirche im Großherzogtum Hessen. Friedberg, 1837
- Denkschrift des evangelischen Predigerseminars in Friedberg. Gießen, 1837, 1839, 1840, 1841 und 1842

Crößmann verfasste einige Aufsätze in der Zeitschrift Der Protestant und der Allgemeinen Aelternzeitung des Johann Balthasar Spieß (1782–1841). Zudem einige Rezensionen im theologischen Literaturblatt und in der allgemeinen Kirchenzeitung.